# 秦皇岛经济技术开发区
秦皇岛经济技术开发区是1984年经国务院批准设立的全国首批国家级经济技术开发区，位於渤海湾沿岸经济带中心位置，毗邻京津，联结华北和东北两大经济区，距首都北京280公里，距天津220公里。开发区分东、西两区。东区位于万里长城的起点山海关老龙头东侧。西区紧邻著名避暑胜地北戴河，拥有海岸线6公里，海域面积23.81平方公里。

## 歷史
- 1984年至1994年此间，开发区从1.9平方公里起步，靠0.93亿元国家贷款，逐步完成了水、电、路、气、讯等基础设施建设，引进了华燕邦迪等一批企业。
- 1992年，获得国务院批准，开发区第一次扩区5平方公里。
- 1994年底，累计利用外资1.69亿美元，内资9.07亿元，完成开发面积0.93平方公里。
- 2005年11月，国家商务部、国土资源部、建设部批准开发区扩区16.08平方公里。
- 2000年，对山海关开发区统一管理。
- 2003年，出口加工区正式封关运行。
- 2005年，获得国务院批准，第二次扩区16.08平方公里，全区规划控制面积扩展到56.72平方公里。[2]